# Linsitinib
Linsitinib é uma droga experimental camndidata ao tratamento de vários tipos de câncer. É uma enzima inicidora do IGF-1R.    Ela previne a proliferação celular. è de uso oral.
Linsitinib está em Fase III de pesquisa para carcinoma de supra-renal e fase II para cancer pulmonar e ovariano.